# 133.ª Brigada Mixta (Ejército Popular de la República)
La 133.ª Brigada Mixta fue una unidad del Ejército Popular de la República que participó en la Guerra Civil Española. Durante la mayor de la contienda estuvo desplegada en los frentes de Aragón, Segre y Cataluña.

## Historial
La unidad fue creada en mayo de 1937, en Barcelona, a partir de antiguas milicias anarquistas. El mando de la 133.ª BM recayó en el mayor de milicias Francisco Pardo Sánchez, con Bernabé Argüelles de Paz como comisario y con el capitán de milicias Rafael Martín Piñero como jefe de Estado Mayor. La brigada, que sería asignada a la 31.ª División del X Cuerpo de Ejército, fue enviada el 9 de junio hacia el frente de Huesca, donde tomaría parte en las operaciones de sitio sobre la capital oscense.
A finales de agosto tomó parte en la ofensiva de Zaragoza, cubriendo el flanco izquierdo del ataque republicano —sirviendo como enlace con el 5.º regimiento de caballería y la 32.ª Brigada Mixta mandada por Nilamón Toral—. Al final de los combates fue destinada a la zona del Noguera Pallaresa. El 18 de abril de 1938, tras el mal desempeño de la 31.ª División al comienzo de la ofensiva franquista en Aragón, la 133.ª Brigada Mixta fue disuelta.
Poco después se creó una brigada mixta que recibió la numeración 133.ª, quedando bajo el mando del mayor de milicias anarquista José Logroño Larios. Asignada a la 24.ª División del X Cuerpo de Ejército, la 133.ª BM fue destinada al sector de Noguera Pallaresa, cerca de Llavorsí, donde tomaría parte en intensos combates contra las fuerzas franquistas situadas en Valadredo y Sellerés. Entre el 6 y el 17 de noviembre dos de sus batallones participaron en el ataque sobre la cabeza de puente de Serós.
En diciembre la 133.ª BM pasó a cubrir el frente del Ebro, concretamente el sector que iba desde García hasta el mar Mediterráneo. El 30 de diciembre, tras el comienzo de la ofensiva franquista en Cataluña y ante el riesgo de quedar cercada, la brigada se retiró hacia posiciones de retaguardia. Entonces pasó a quedar agregada a la 43.ª División, con el objetivo de taponar la brecha franquista que se había abierto en el sector de Flix. Sin embargo, desde el 2 de enero la brigada se unió a la retirada general, quedando prácticamente deshecha a su llegada a Barcelona. Solamente unos pocos integrantes de la 133.ª BM lograrían alcanzar la frontera francesa.

## Mandos
Comandantes
- mayor de milicias Francisco Pardo Sánchez;[8]
- comandante de infantería Ramón Rodríguez Bosmediano;
- mayor de milicias José Logroño Larios;

Comisarios
- Bernabé Argüelles de Paz,[1] de la CNT;
- Agustín Vidal Roger, del PSUC;[9]

Jefe del Estado Mayor
- capitán de milicias Rafael Martín Piñero;
- mayor de milicias Demetrio Arribas;